# Дволопатник білуватий
Дволопатник білуватий (Diplophyllum albicans) — вид печіночників порядку юнгерманіальних (Jungermanniales).

## Поширення
Батьківщиною є Європа, Макаронезія, Північна Америка, Азія.
Колонізує силікатні скелі та земляні насипи в тінистих, дещо вологих місцях.

## Характеристика
Утворює килимки від оливково-зеленого до брудно-зеленого кольору, які часто лише нещільно прикріплені до субстрату. Тонкі рослини малорозгалужені, мають два ряди листя, мають 2 сантиметри в довжину і 3–4 міліметри в ширину. Листки дволопатеві, з невеликою, спрямованою вперед верхньою часткою, і язикоподібною нижньою часткою, яка приблизно втричі більша і простягається приблизно горизонтально. Обидві листкові частки мають чітку реброподібну, чітко виражену центральну смугу видовжених клітин довжиною від 60 до 70 мкм; інші клітини листя квадратні, розміром від 12 до 14 мкм на краю листка. У кожній клітині є приблизно від 3 до 5 еліптичних масляних тілець і до 20 у розширених клітинах центральної смуги. На кінчиках листків часто утворюються світло-зелені виводкові тіла, вони одноклітинні і кутасті. Вид дводомний.